# スロートレーニング
スロートレーニングはウエイトトレーニング方法の一種。「スロトレ」とも呼ばれる。ゆっくりとした動作で筋肉に負荷をかける。例えば5kgのダンベルを2秒で上げ、10秒かけながらゆっくり下ろすなどの動作になる。
速い動作で重いものを持ち上げようとすると、全身の反動を使ってしまうことが多い。スロートレーニングでは鍛錬しようとする部位にじっくりと集中して負荷をかけ、その部位により確実に効かせようとする。マイク・メンツァーの提唱したヘビー・デューティー・トレーニング(HDT)に於ける重要な概念の一つである。
スロートレーニングは最初に遅筋を動員し、次いで中間筋、そして速筋のパワーを引き出す動作になっている。つまりこの動作によりすべての筋肉をバランスよく鍛えることができる。裏を返せば、速筋のパワーを引き出す段階に至る前に休憩を挿むと遅筋のみの鍛錬に留まるので、スロートレーニングで速筋・遅筋の両方をバランスよく鍛えるためには、余力を残さずに筋肉を追い込まねばならない。素早い動作のウエイトでは速筋のみが鍛えられるが他の筋肉の鍛錬が十分になされないため動作が逆に鈍くなることがある。この現象が知られる以前に一般的だった筋肥大トレーニングでは、速筋を含む殆どの筋繊維を一斉に動員しなければ持ち上がらない重量の負荷を用いるので、速筋・遅筋の両方をバランスよく鍛えるのに、余力を残さずに筋肉を追い込む必要はない。
スロートレーニングの一回ずつの動作は時間をかけながら行うが、素早い動作でのウエイトほどの回数をこなす必要はなく、結果的には短時間でのトレーニングですむ。また、遅筋の鍛錬は基礎代謝率を上げ、体脂肪の燃焼に非常に効果的であるため、引き締まった身体を造るのに適している。

## 筋発揮張力維持法との違い
日本に於いて「スロトレ」の俗称で呼ばれる筋発揮張力維持法は加圧トレーニングから派生したものであり、筋肉内の血流を制限して酸素供給・代謝物排出を断ち、無酸素運動を筋肉に強制させることで効果を発揮する。
開発者である石井直方は、動作テンポは筋発揮張力維持法の要点ではないと述べている。
例えば、当項目冒頭で示したスロートレーニングの例では、ダンベルを10秒かけながらゆっくり下ろしても、それを2秒で上げると、頂点でダンベルの上昇速度を停止するための減速によってダンベルに掛かる重力加速度が消費され、筋肉が緩んで血流制限が中断してしまい、筋発揮張力維持法は失敗する。
筋発揮張力維持法では、重力加速度に迫る加減速を避けるため上げるのも下ろすのも3～4秒以上かけることになるが、それは血流制限に切れ目を生じさせないように動作した結果に過ぎない。
リスト・カールのように動作距離が短い種目では、スロートレーニングとは言い難い上げ下げ各1秒程度のテンポでも、筋発揮張力維持法は成り立つ。